# Myrmarachne sumana
Myrmarachne sumana là một loài nhện trong họ Salticidae.
Loài này thuộc chi Myrmarachne. Myrmarachne sumana được María Elena Galiano miêu tả năm 1974.